# デセグノ
デセグノ（Desegno、エスペラント語で「デザイン」の意味）とは、1936年に創刊された、多摩帝国美術学校（現在の多摩美術大学）図案科会の機関誌。1939年までに10号が刊行された。以降は、同年創刊の『多摩美術』に吸収された形になったと推測される。
その創刊には初代校長・杉浦非水のもと、図案科の教授であった新井泉（あらい・せん、1902年 - 1983年）がかかわっている。なお、新井泉は杉浦が設立した「七人社」（他のメンバーは、久保吉朗、須山浩、小池巌、原万助、岸秀雄、野村昇）にも参加している。
2015年、多摩美術大学の創立80周年記念事業の一環として復刻版が制作され、創立80周年記念展示にも出展された。 